# ホールマン
株式会社ホールマン（英：Wholeman）は、テレビ番組などの企画・制作などを行う総合プロダクションである。

## 沿革
- 1990年10月 - 株式会社ホールマン設立（本社：渋谷区代々木）。
- 2002年 - 株式会社進化社設立。
- 2003年 - 株式会社SPGホールマン設立。
- 2005年 - 事業拡大に伴い、本社を港区三田へ移転。
- 2006年 - 社団法人全国放送関連派遣事業協会に加盟。
- 2015年4月 - 業務拡大に伴い港区六本木に移転。
- 2015年11月 - 制作協力番組「家、ついて行ってイイですか？」日本民間放送連盟賞最優秀賞受賞
- 2016年3月 - 株式会社D☆Dファクトリー設立
- 2019年5月 - 株式会社 進化社を株式会社 ホールマンホールディングスに社名変更。
- 2019年9月 - D☆Dファクトリー新橋スタジオ設立。
- 2022年9月 - ホールマン内にあらゆる配信プラットフォームに対応するストリーミング部を発足。

## 主な担当番組

### 制作・制作協力番組

#### 現在
NHK
- すイエんサー（教育テレビ→Eテレ）

テレビ朝日系
- お願い!ランキング1部
- 路線バスで寄り道の旅

TBS系
- 世界の果ての日本人!〜ここが私の理想郷〜

テレビ東京系
- なないろ日和!
- 昼めし旅 〜あなたのご飯見せてください!〜
- じっくり聞いタロウ〜スター近況（秘）報告〜
- 家、ついて行ってイイですか?
- 追跡LIVE! Sports ウォッチャー
- 二軒目どうする?〜ツマミのハナシ〜
- シナぷしゅ
- よじごじDays

BSデジタル放送
- キズナのチカラ（BS日テレ）

CS放送
- J SPORTS ワイド（J SPORTS）

#### 過去
NHK
- 科学大好き土よう塾（教育テレビ）

日本テレビ系
- 脳天イライラクイズ 3時間SP
- ハマる!動画ネタ天国
- おとなの学力検定スペシャル小学校教科書クイズ!
- ロバート★ツアー
- ウーマン・オン・ザ・プラネット
- 月曜から夜ふかし
- 世界一受けたい授業
- 一撃解明バラエティー ひと目で分かる!!

TBS系
- ビューティースマイル
- ザ・催眠〜奇跡の癒しパワー〜

フジテレビ系
- NIPPON@WORLD
- FNNスーパーニュース スーパーリポート/スーパー特報
- ライブニュースイット

テレビ朝日系
- 禁断!ハダカの王様

テレビ東京系
- TVチャンピオン
  - TVチャンピオン2
  - TVチャンピオンR
- 徳光和夫の情報スピリッツ
- 奥さまは外国人
- 日曜ビッグバラエティ
- いい旅・夢気分
- 主治医が見つかる診療所
- いきなり結婚生活
- チャンピオンズ〜達人のワザが世界を救う〜
- チュートリアルのナヌ!?逆流リサーチ大賞
- 発進!時空タイムス（テレビ大阪）
- ザ・逆流リサーチャーズ
- 逆流!シラベルトラベル
- 極嬢ヂカラ
  - 極嬢ヂカラ2
- ものスタMOVE
- GO♪ GO♪ E-TRAP
- 女子☆ブロ
- くだまき八兵衛
- 7スタBratch!
- 週刊育児ニュース（テレビ大阪）
- 大人の極上ゆるり旅
- 海外行くならこーでね〜と!
- 7スタLIVE
- 解禁!暴露ナイト
- 〜裏ネタワイド〜 DEEPナイト
- 吉木りさに怒られたい
- 表参道MODEZ
- ヨソで言わんとい亭〜ココだけの話が聞ける（秘）料亭〜
- 仲間由紀恵の蒼い地球
- L4 YOU!
- 〜突撃!はじめましてバラエティ〜イチゲンさん

BSデジタル放送
- Sing for smile 昭和歌謡ショー あの日あの歌（BS日テレ）
- MADE IN BS JAPAN（BSジャパン）
- 大人のツボ（BSジャパン）
- 大竹まことの金曜オトナイト（BSジャパン）

携帯配信
- 毎日どっきりvs出川（BeeTV）
- オンナの噂研究所（BeeTV）

### スタッフ協力番組
（凡例）☆：現在担当している番組
NHK
- シャキーン!
- 双方向ライブ にっぽんのマジョリティー
- 地球ゴーラウンド
- すくすく子育て
- BSマンガ夜話
- デジタル・スタジアム
- COOL JAPAN〜発掘!かっこいいニッポン〜
- 双方向クイズ にっぽん力
- まいにちスクスク
- 天才てれびくんMAX

日本テレビ系
- ザ・ワイド
- ズームイン!!サタデー
- ザ!鉄腕!DASH!!
- ブラックワイドショー
- 行列のできる法律相談所
- 天才!志村どうぶつ園
- 中井正広のブラックバラエティ
- ポシュレ・ヌーボー
- 落下女
- 金のA様×銀のA様
- ラジかるッ
- カートゥンKAT-TUN
- おもいッきりイイ!!テレビ
- 人生が変わる1分間の深イイ話
- 女神のマルシェ
- しゃべくり007
- おもいッきりDON!

TBS系
- アッコにおまかせ! ☆
- サンデーモーニング
- さんまのSUPERからくりTV ☆
- はなまるマーケット
- うたばん
- 中居正広の金曜日のスマたちへ
- サンデージャポン ☆
- 恋のバカヤロー!
- ディスカバ!99
- ぶっちゃけ!99
- イブニング・ファイブ
- ハナタカ天狗
- 学校へ行こう!MAX
- アイチテル!
- ザ・チーター
- クイズ!日本語王
- お笑いLIVE10!
- サスケマニア
- DOORS
- ドリーム・プレス社
- アスリート応援TV! ニッポン!チャ×3
- クチコミ
- 総力報道!THE NEWS
- A-Studio ☆
- キズナ食堂
- J-SPO
- イブニングワイド
- クイズ ALL FOR ONE

フジテレビ系
- 笑っていいとも!
- めざましテレビ
- HEY!HEY!HEY! MUSIC CHAMP
- めちゃ×2イケてるッ!
- とんねるずのみなさんのおかげでした
- 情報プレゼンター とくダネ!
- MUSIC FAIR21
- ココリコミラクルタイプ
- ワンナイR&R
- もしもツアーズ
- ジャンクSPORTS
- 子育てれび
- トリビアの泉 〜素晴らしきムダ知識〜
- 僕らの音楽
- お笑い登龍門
- ネプリーグ
- 人志松本のすべらない話
- クイズ!ヘキサゴンII
- ガチャガチャポン!
- FNS地球特捜隊ダイバスター
- CHIMPAN NEWS CHANNEL
- フェイク・オフ〜完全なる相関図〜
- スパイスTV どーも☆キニナル!
- カスペ!
- エチカの鏡〜ココロにキクTV〜

テレビ朝日系
- やじうまプラス
- スーパーモーニング
- スーパーJチャンネル ☆
- ビートたけしのTVタックル ☆
- 史上最強のメガヒット カラオケBEST100 完璧に歌って1000万円
- 決定!これが日本のベスト100
- 最終警告!たけしの本当は怖い家庭の医学（ABCテレビ）
- 裸の少年
- サタデースクランブル
- ちい散歩
- 美味紳助

テレビ東京系
- 田舎に泊まろう!
- 月曜エンタぁテイメント
- 土曜スペシャル
- ウルトラヒロイン
- 所さんの学校では教えてくれないそこんトコロ! ☆
- 出没!アド街ック天国
- 世界ナゼそこに?日本人 〜知られざる波瀾万丈伝〜 ☆
- 月10万円で豊かに暮らせる町&村

BSデジタル放送
- be on tv（BS朝日）
- 真冬の挑戦者〜バンクーバーへの道〜（BS-i→BS-TBS）
- TOKYO新生活〜人生を豊かにする都心ライフ（BSジャパン）
- BSフジLIVE プライムニュース（BSフジ）
- 堂々現役（BSフジ）
- 笑学六年生（BSフジ）